# 白兵戦

17世紀の白兵戦

白兵戦（はくへいせん、英: close combat,melee）は、「白兵」、すなわち白刃（刀剣などの武器）で戦う兵士・歩兵による近接戦闘を指す。
現代では、これに合わせて近距離銃撃戦・格闘戦も一体として認識され、距離によってCQBやCQCに分類される。

## 語源
白兵とは、白刃（刀や剣、槍、銃剣、ナイフなどの近接戦闘用武器の総称）で近接戦闘を行う兵士を指す。
- 弓矢や投石器などの射撃武器、投擲武器を用いる遠戦の対義語であり、近代戦においては火器を用いた火戦の対義語となる。

日本語の「白兵」・「白刃」は、明治初年に日本陸軍がフランス軍の歩兵操典を採用したときに、フランス語の arme blanche（白刃、刃物）の翻訳から生まれたとされる。

## 歴史
ユーラシア大陸各地では、遠戦を戦闘の主体とする地域が多かったが、中世ヨーロッパにおいては白兵戦を重んじる文化が発達し、十字軍においても白兵戦を行った様子が記録されている。競技形式の戦闘が発達してからは、専門の甲冑も発達した。小競り合いや儀式的でない戦争、異教徒との戦闘においては、弓矢や投石機などが用いられた。

## 近代における白兵戦

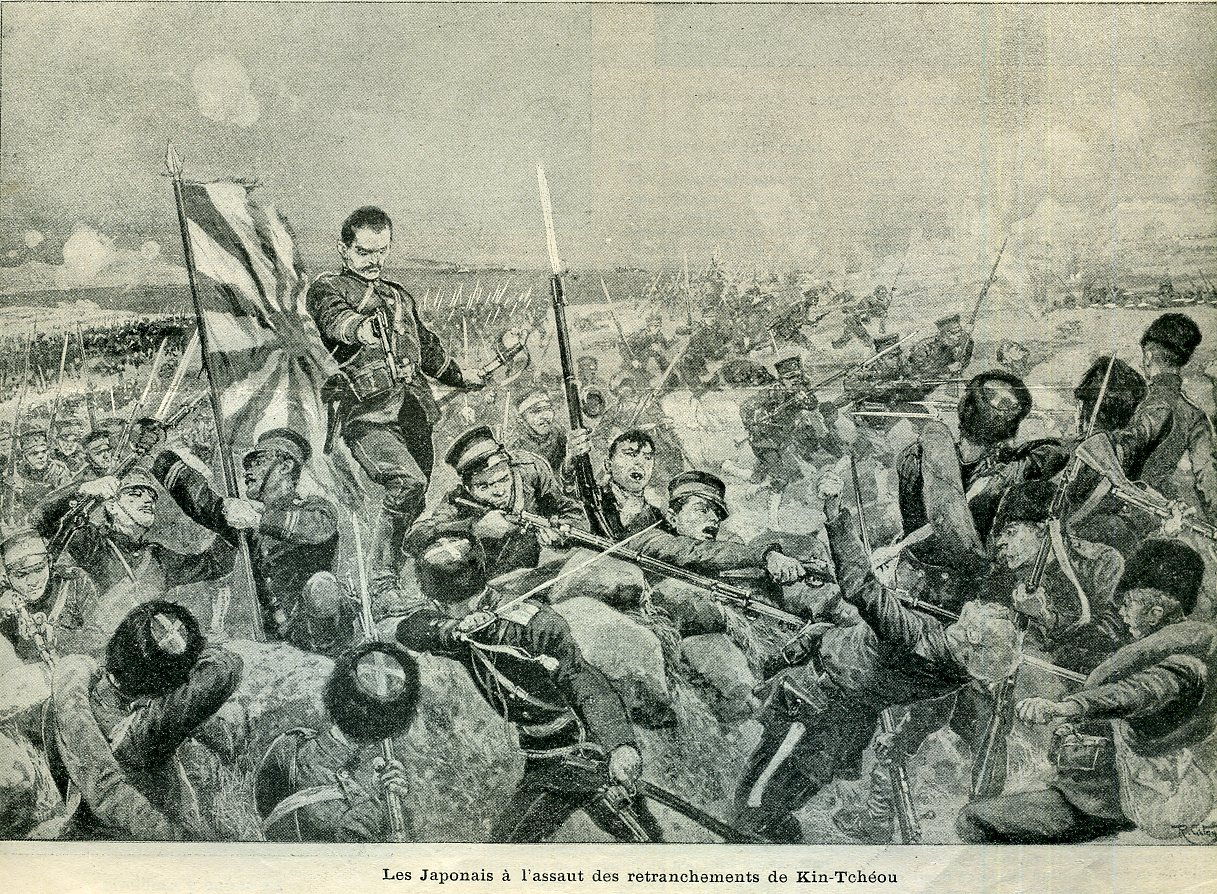
日露戦争での、日本陸軍とロシア軍の白兵戦を描いたイラスト（1904年）

拳銃や手榴弾を用いての近距離戦闘も白兵戦に含める場合がある。また、ゲリラ戦においては、火器や弾薬の不足、あるいは敵に気付かれないよう音を出したくないなどの理由から、白兵戦が選択されることもある。
近代戦における白兵戦は、銃撃の後の、敵陣地への最終的な突撃（および敵兵の反撃）や、塹壕内における戦闘の際に行われることが多い。歩兵の主力銃がボルトアクション式の時代までは、装填間隔の長さから至近距離で複数の敵と銃で渡り合えない限界を、銃剣や格闘などで補っていた。
第一次世界大戦で機関銃が大々的に使用され、見通しのよい場所は火力で制圧されてしまうようになった。従来行われていた正面からの銃剣突撃や騎兵突撃は困難になった。これにより、歩兵の白兵戦は着剣小銃で槍衾をつくることから、塹壕や室内などの出会い頭の戦闘を行うことへと変わった。第一次世界大戦では塹壕戦となり、馬上まで届くような長い着剣小銃では取り回しが悪く、拳銃は扱いが難しかったため、代わってスコップ、ナイフでの斬り合い刺し合いとなり、果てはヘルメットや、手製の棍棒で殴り合うことすら珍しくなかった。また、トレンチナイフという専用の武器まで作られた。しかし、大戦末期には近接戦闘に特化した短機関銃が実用化され、近接戦闘においても火器が優位を大きくした。続く第二次世界大戦末期には自動小銃が実用化され、歩兵銃も近接戦闘能力を高めたため、白兵戦はごく限定的なものとなった。
近年の対テロ作戦で、近接戦闘の機会が再び増加したが、これも旧来の白兵戦ではなく、建物内の犯人を的確に射殺する事がメインであり、これに適した小型の火器やサプレッサーの導入が進んでいる。
格闘術の訓練を廃止した軍隊も存在するが、接近戦への対応を目的とした格闘術自体は無くなっていない。イギリス軍では、第二次大戦中に格闘術フェアバーン・システムを訓練しており、フォークランド戦争とイラク戦争では銃剣突撃を実施した。アメリカ陸軍での格闘術訓練は減少しているが、アメリカ海兵隊は、冷戦期にフィリピン武術「カリ」に伝わる棒術の技を基にした銃剣術を新たに制定し、現在でも兵科を問わず銃剣術や格闘術の訓練を実施している。イスラエルでは、格闘術「クラヴ・マガ」が軍の特殊部隊や警察の対テロリスト部隊で訓練されている。
軍の予算が不十分な場合、低予算でも訓練可能な白兵戦が訓練項目として注目される場合もあり、隊員の戦意高揚にも役立つといわれる。
本来の定義からは外れるが、現代戦では大砲・ミサイルなどによる距離を置いた砲撃戦と対比して（特に航空機・艦艇などの乗員が移乗攻撃を受けてやむなく拳銃や短機関銃・自動小銃で）、近距離の銃撃戦を行う場合などにも「白兵戦」という言葉が使われることがある。
また、珍しい場合では珊瑚海海戦において大日本帝国海軍の航空母艦翔鶴の搭載機が米空母に着艦しかけるという事態が起きており、米空母側では何の迷いもなく着艦コースに入る敵機にパニックになったらしく、副長が白兵戦用意の号令をかけている。無論、空母でこのような命令が出されたのはこれが史上唯一である。このようなことが起きた原因としては、パイロットの練度のほか、長時間に及ぶ飛行と戦闘による疲労、夕暮れ時で見えづらかった事、翔鶴型航空母艦とヨークタウン級航空母艦の大きさがほぼ同じ事等が考えられる。

## 日本における白兵戦
中世から近世にかけての日本では、ほとんどの兵は白兵戦に備えて刀などの白兵武器を携帯していた。
- なお、歩兵として農閑期の農民を徴用していたため、武士に比べて白兵戦の戦果を期待できず、遠戦が主体だったという説もあるが[2][3]、実際には弓矢は鍛錬が必要な専門職であり、投石は限定的、鉄砲は高価であったため、正しいとは言い難い。

西南戦争田原坂の戦いでは、白兵戦能力に秀でた西郷軍に対抗できなかった政府が、警視隊の中から選抜した「抜刀隊」（機動隊の先祖）を臨時編成し、投入した。この活躍は、維新後廃れていた剣術の再評価（警視流制定など）に繋がった。
日露戦争における日本軍は旅順攻囲戦や奉天会戦で、ロシア軍伝統の白兵戦に挑んで決着を付ける際に苦戦し、日本軍は失敗例もあったが、白兵突撃による制圧でロシア軍を退却させた成功例もあった。
- ロシア軍も戦闘では人的損失を考慮し退却することも少なくなく、日本軍がロシア軍退路圧迫に成功したことが主因だった。しかし状況によってはロシア軍は最終局面で人的損失を度外視して陣地で徹底抗戦し、補充兵を送り続けることもあり、日本軍もその場合は射撃・砲撃では決着を付けられなく白兵突撃以外に制圧方法が無かった。

日本軍は戦争後（1909年）、陸戦の綱領『歩兵操典』を改訂した。それ以前は明治初期にフランスやプロイセンの操典を翻訳して作られ、小銃射撃を歩兵戦闘の中心と位置付けていたが、改訂された操典では白兵突撃が原則であり、射撃・砲撃は突撃前の近接に有効な手段と位置づけれられた。
- その後、白兵戦闘は日本の伝統的戦闘であり、高い練度の維持を強調し、日露戦争でも、戦闘の最終局面を決着させ強大な敵を撤退させた重要戦訓として原理的に裏付けられたとする考え方が強く根付いていった[7]。

当時の欧州先進各国の陸軍も、敵軍殲滅のための包囲機会を形成するのに敵陣の突破が必要である以上、白兵突撃は必要不可欠であるとしていた。これは、第一次世界大戦における砲の集中使用と機関銃の大量配備によって否定されたが、大規模な火戦でも決着が付かないことが多かった（大戦中後期）。その場合最終的に白兵戦で敵陣を殲滅するという考え方は残った。
日本もこの状勢から、第一次大戦におけるドイツ帝国の浸透戦術を取り入れ、砲、機関銃による十分な攻撃の後の白兵突撃戦術を発展させ、その後の満洲事変、日中戦争において戦果をあげた。
大正から昭和初期にかけて、陸軍戸山学校は、複数の剣術家の助言を得ながら近代戦に適合する軍刀術を制定した（この軍刀術は、太平洋戦争後、戸山流居合道となった）。
日本軍は上記の経緯により銃剣術に重きを置いた訓練を重ねてきており、太平洋戦争初期の自動小銃が広まっていない段階では米兵に対して優位に立ったが、米軍が反攻に転じたガダルカナル島の戦い以降は、火力に優れるアメリカ軍に対して白兵突撃は無力であった。補給の停滞で重火器の欠乏した南方戦線においては、敵に対して正面から強引に斬り込む夜間の白兵突撃しか抵抗手段がなく、部隊ごと壊滅するといった損害を被った。（銃剣突撃)そして、このときに「天皇陛下万歳!」と叫びながら突撃することをバンザイ突撃という。1942年以降、米軍にはM1ガーランドやトンプソン・サブマシンガン、赤軍にはSVT-40やPPSh-41、PPS-43が普及したのに対し、日本軍の小銃はボルトアクション式の三八式歩兵銃や九九式短小銃が中心で、短機関銃はおろか半自動銃さえ普及していなかったことも苦戦の原因となった。
戦後、自衛隊では、自衛隊格闘武器技術によって白兵戦への対応を行っている。64式小銃に装着する64式銃剣の全長が長い（41 cm）のは、日本軍の三十年式銃剣（51 cm）と、当時、陸上自衛隊で採用していた7.62mm小銃M1のM4銃剣の刃長の中間としたためで、現在の89式小銃の銃剣は標準的な長さ（27 cm）となっている。
陸上自衛隊の、一般幹部自衛官の礼装では、国際儀礼上必要がある場合などに限って佩刀を認めている。

## 参考資料
1. ↑  “白兵”.  コトバンク. 2021年9月16日閲覧。
2. ↑  異論もある。足軽や騎馬隊の項を参照。
3. ↑  鈴木眞哉2001『謎解き日本合戦史』講談社
4. ↑  日露戦役ノ実験上ヨリ得タル戦術 / 厚生堂編輯部編 厚生堂 明39
日露戦ノ与フル戦術上ノ教訓 / 武章生著 川流堂 明44
5. ↑  「攻撃精神ヲ基礎トシ白兵主義ヲ採用シ歩兵ハ常ニ優秀ナル射撃以テ敵ニ近接シ白兵ヲ以テ最後ノ決ヲ与フヘキモノナリトノ意味ヲ明確ニスルコト」
6. ↑  
樋口俊作「日本陸軍の白兵主義再考 その1（全3回）」（PDF）『NIDSコメンタリー』第230号、防衛研究所、2022年7月12日、1-2頁。
7. ↑  「反骨の知将 帝国陸軍少将・小沼治夫」 、鈴木伸元、平凡社新書
8. ↑  白兵主義 / 関太常著 兵林館 明43